# 迪布爾普萊斯 (加利福尼亞州)
迪布爾普萊斯（英語：Dibble Place）是位於美國加利福尼亞州莫多克縣的一個非建制地區。該地的面積和人口皆未知。

## 地理
迪布爾普萊斯的座標為41°11′22″N 120°53′49″W / 41.18944°N 120.89694°W，而該地的平均海拔高度為1340米（即4396英尺）。